# Waldo van Suchtelen
Jhr. Waldo van Suchtelen (Blaricum, 27 maart 1918 − Amsterdam, 7 april 1993) was een Nederlands fotojournalist.

## Biografie
Van Suchtelen was lid van de adellijke tak van de familie Van Suchtelen en een zoon van de letterkundige jhr. dr. Nico van Suchtelen (1878-1949) en diens eerste vrouw Carolina Jacoba van Hoogstraten (1876-1956), lid van de familie Van Hoogstraten. Hij trouwde in 1944 uit welk huwelijk een kind werd geboren, de industrieel ontwerper jhr. ir. Marco van Suchtelen.
Van Suchtelen werd fotojournalist en ook bedrijfsjournalist. Toen in 1949 de Zilveren Camera werd ingesteld voor persfotografie was hij de winnaar van de allereerste Zilveren Camera met zijn foto Aardappelen rooien op de Dam. Zijn fotoarchief berust in het Stadsarchief Amsterdam.